# Frank Nigro
Frank Nigro (Richmond Hill, 11 febbraio 1960) è un ex hockeista su ghiaccio canadese naturalizzato italiano.
Era un centro di stecca destra, molto veloce e dotato di un ottimo tiro.

## Carriera

### Club
Iniziò la sua carriera in Canada, nella squadra della sua città, i Richmond Hill Rams, nella stagione 1976-77. Ma a fine stagione passò ai Peterborough Petes, nella più prestigiosa lega giovanile OMJHL (oggi Ontario Hockey League), con cui giocò 4 incontri.
Dal 1977-78 al 1979-80 giocò - sempre in OMJHL - con i London Knights. Le buone prestazioni nelle sue prime due stagioni convinsero i Toronto Maple Leafs a selezionarlo nel 1979 come quinta scelta (93º assoluto).
La sua prima stagione tra i professionisti fu con il farm team di Toronto in CHL, i Cincinnati Tigers, nel 1981-82. Con 24 reti e 26 assist in 49 incontri, convinse i Maple Leafs a portarlo in NHL. Con la squadra canadese giocò, nel 1982-83, 51 incontri, dividendosi però fra l'NHL e la AHL (St. Catharines Saints). Anche la stagione successiva fu divisa fra le stesse due squadre, ma le gare in NHL si ridussero a 17.
Questo convinse Nigro a dare una svolta alla propria carriera: accettò l'offerta dell'HC Gardena e si trasferì nel campionato italiano. Nella stagione 1984-85 il Gardena si fermò alle semifinali e Nigrò fu quinto in classifica marcatori.
Dalla stagione successiva e per tre anni vestì la casacca dell'HC Merano. Nel 1985-86 coi bianconeri si aggiudicò lo scudetto e fu secondo in classifica marcatori, mentre nelle due stagioni successive la squadra fu quarta (1986-87) e seconda (1987-88).
Le successive tre stagioni le giocò con l'AS Mastini Varese Hockey, e nella stagione 1988-89 vinse il suo secondo scudetto personale. Ha chiuso la carriera al termine del campionato 1991-92, disputato con l'HC Bolzano.

### Nazionale
Avendo doppia cittadinanza, Nigro giocò per la Nazionale italiana. L'esordio fu il 18 dicembre 1987 contro la Danimarca, gara in cui mise a segno anche una rete.
Con il Blue Team ha giocato i mondiali B nel 1989, 1990 e 1991 e le olimpiadi di Albertville chiuse al dodicesimo posto.

## Palmarès

### Club
- Campionato italiano: 2

Merano: 1985-1986
Mastini Varese: 1988-1989